# Абебе Бикила
Абебе Бикила (амх. አበበ ቢቂላ; Јато, 7. август 1932 — Адис Абеба, 25. октобар 1973) био је етиопски атлетичар. Бикила је двоструки олимпијски победник у маратону.

## Олимпијске победе и наступи
Абебе Бикила је постао национални јунак након победе на Олимпијским играма у Риму 1960, постигавши најбоље време на свету у маратону са временом 2 сата, 15 минута и 16,2 секунди.
По други пут је триумфовао на Играма у Токију 1964. Иако је свега 6 седмица пре Игара имао операцију слепог црева, ипак је победио поновно са новим најбољим светским резултатом у времену 2 сата, 12 минута и 11,2 секунди.
Бикила је наступио и трећи пут за редом на Олимпијским играма у Мексико Ситију 1968, али више није био у победничкој форми те је одустао након претрчаних 17 километара.

## Медаље
- злато - маратон Рим 1960,
- злато – маратон Токио 1964.

## Занимљивости
Сваким својим наступом Бикила је задивио свет:
- Приликом прве Олимпијске победе у Риму Бикила је трчао бос. Наводно је тако навикао да трчи, те се није добро осећао приликом трчања у било каквој обући. Ипак, на следећим Играма је прихватио обућу, па је у Токију победио трчећи у атлетским спринтерицама.[1]
- Победа у Токију је дошла након опоравка од операције 6 седмица раније, која је умногоме утицала на план тренинга и припрема. Ипак, Бикила је толико супериорно истрчао да је након проласка кроз циљ још неко време забављао публику радећи различите скокове и друге вежбе, док су његови конкуренти полако улазили у циљ потпуно исцрпљени.[2]
- На играма у Мексику није био у врхунској форми због већ поодмаклих година али и високе надморске висине на којој се одржавало такмичење. Ипак, својом подршком помогао је свом земљаку Мамо Волдеу да дође до победе и задржи доминацију Етиопије у маратонским тркама.[3]

## Смрт
Бикила је доживео саобраћајну незгоду 1969. после које је остао парализован испод појаса. Неколико година касније је преминуо од компликација проузрокованих том повредом.
У његову част је стадион у главном граду Етиопије, Адис Абеби, назван његовим именом. Улица у београдском насељу Алтина такође носи његово име.